# Вулиця Дубенська (Рівне)
Вулиця Дубенська — одна з найбільших вулиць міста Рівне, центральна вулиця мікрорайону Боярка. Одна з найстаріших вулиць міста. Назва зумовлена тим фактом, що вулиця є, на ділі, складовою частиною дороги на місто Дубно.

## Розташування
Вулиця Дубенська починається від вулиці Соборної і пролягає перпендикулярно до неї на південний захід, до місцевості Тинне, де переходить у вулицю Січових Стрільців. До вулиці Дубенської прилучаються:
- з непарного боку — вулиці Коротка, Дмитра Яворницького, Чернишова, Житомирська, Дрогобицька, Поповича.
- з парного боку — вулиці Олени Теліги, Харківська, Достоєвського, Вітебська, Луцька, Тимірязєва, Верещагіна, Макарова.

## Історія
Дубенська вулиця є однією з найстаріших вулиць міста. Спершу вона, як і решта рівненських вулиць, не мала назви. Натомість місцевість, у якій вона пролягала, в кінці 18 століття позначалася на мапах як Дубенське передмістя, оскільки була розташована, по відношенню до Старого міста, в бік дороги на інше волинське місто — Дубно. Згодом виникла й назва для самої вулиці — Дубенська.

## Будівлі, споруди, пам'ятки
- На розі вулиць Соборної та Дубенської розташований римо-католицький костел Святих Апостолів Петра і Павла
- Пам'ятний знак волинським чехам, що загинули у роки другої світової війни
- Рівненське військове містечко
- Дубенське кладовище